# ريتشارد فيليبس (كاتب)
ريتشارد فيليبس (بالإنجليزية: Richard Phillips) هو كاتب أمريكي، وبحار تجاري خدم كقائد لسفينة إم في ميرسك ألاباما أثناء اختطافها من قبل قراصنة صوماليين في أبريل 2009.
، ولد في 16 مايو 1955 في وينتشتر ‏ في الولايات المتحدة.

## وصلات خارجية
- ريتشارد فيليبس على موقع IMDb (الإنجليزية)